# Société de financement de l'habitat
Une Société de financement de l'habitat (SFH) est un type d'établissement défini en octobre 2010 par la loi de Régulation Bancaire et Financière (RBF), dont l'objectif est de permettre un refinancement des prêts immobiliers cautionnés plus large pour le marché immobilier français, facilitant le crédit à l’habitat.
Le refinancement s'opère par le biais des Obligations à l'Habitat, obligations couvertes (souvent dites Covered Bonds), qui représentent aujourd'hui le deuxième encours obligataire en Europe (après les emprunts d'État).
Les SFH sont compatibles UCITS:
- Leur émetteur doit être un établissement de crédit dont le siège est dans l'Union européenne
- L'émetteur est soumis à une supervision légale spécifique
- En cas de défaut de l'émetteur, le porteur dispose d'une possibilité de recours prioritaire sur le pool d'actifs concerné par les obligations.

## Exemples
Les sociétés suivantes, généralement issues de groupes bancaires, sont des SFH:
- BNP Paribas Home Loan SFH
- BPCE Home Loan SFH
- Crédit mutuel - CIC Home Loan SFH
- HSBC SFH (France)
- Crédit agricole Home Loan SFH
- Crédit mutuel Arkéa Home Loans SFH  -L'encours global du programme s'élève, au 30 novembre 2015, à 4,5 milliards d'euros
- Credit Home Loan SFH (Société générale)
- La Banque postale Home Loan SFH